# Angioplastica

Lo schema mostra un intervento di angioplastica. 1) Il catetere viene introdotto nel vaso sanguigno fino a superare la stenosi. 2) Viene gonfiato un palloncino che dilata il vaso. 3) Il vaso è ora aperto e si è incrementato il flusso sanguigno.

L'angioplastica è una metodica utilizzata in ambito medico per dilatare un restringimento del lume (stenosi) di un vaso sanguigno, causato nella maggior parte dei casi dalla presenza di una placca ateromasica.
La dilatazione del vaso viene effettuata per mezzo di uno speciale catetere a palloncino che viene introdotto mediante la puntura percutanea di un'arteria, portato fino al vaso stenotico e successivamente gonfiato in corrispondenza del restringimento, in modo da ripristinare il normale diametro del vaso e permettere un incremento del flusso sanguigno.

## Procedura
La procedura di angioplastica si esegue in anestesia locale: il paziente è quindi sveglio e cosciente. L'intervento dura mediamente intorno ai 45 minuti - 1 ora, a seconda della complessità della lesione da trattare. Nella maggior parte degli interventi arteriosi la procedura si completa con l'applicazione di una reticella metallica, ricoperta o meno da farmaco, detta stent.
Dopo la rimozione del catetere a palloncino, viene effettuata per 30-40 minuti una compressione del sito d'accesso arterioso (in genere l'arteria femorale destra, è tuttavia frequente anche l'accesso dall'arteria radiale): il personale medico o infermieristico "schiaccia" in modo molto forte il sito d'accesso per favorire l'emostasi ed evitare che il paziente abbia un'emorragia attraverso il foro di ingresso dei cateteri, a causa dell'elevata pressione arteriosa.Ultimamente è pratica comune utilizzare per effettuare l'angioplastica l'arteria radiale che migliora notevolmente la qualità di vita del paziente nel post-procedura utilizzando come sistema di emostasi dei presidi molto simili a dei braccialetti che vengono gestiti dal personale infermieristico fino alla completa rimozione degli stessi. Recentemente sono stati introdotti sistemi di emostasi a collagene riassorbibile che consentono di evitare la compressione e permettono al paziente di deambulare in meno di un'ora in completa sicurezza.
I risultati dell'angioplastica (successo tecnico e durata dello stesso) dipendono da numerosi fattori: sede ed entità della stenosi sono quelli più rilevanti; deve inoltre essere considerata la composizione della placca che determina la stenosi (placche con maggiore componente di calcio sono più "resistenti" alla dilatazione). In alcuni casi tuttavia il risultato è poco durevole nel tempo e deve essere ripetuto o integrato da altra metodica.

## Complicanze
L'angioplastica può comportare alcune complicanze (dissezione del vaso, embolia periferica) che possono essere risolte per via endovascolare o possono necessitare di trattamento chirurgico.

## Sedi
Praticamente qualsiasi vaso stenotico può essere sottoposto ad angioplastica: le sedi di applicazione più comuni sono le arterie coronarie, le arterie degli arti inferiori, le arterie renali e le carotidi.

### Angioplastica periferica
Le arterie degli arti inferiori sono state la prima sede di applicazione della angioplastica .

L'angioplastica periferica è comunemente utilizzata nei pazienti affetti da claudicatio intermittens per la presenza di una vasculopatia degli arti inferiori. I vasi più comunemente trattati con questa metodica sono l'arteria iliaca comune, l'arteria iliaca esterna, l'arteria femorale e l'arteria poplitea. In studi randomizzati e controllati è risultato un trattamento sicuro sulle stenosi delle vene giugulari di pazienti con insufficienza venosa cronica cerebrospinale.

### Angioplastica coronarica

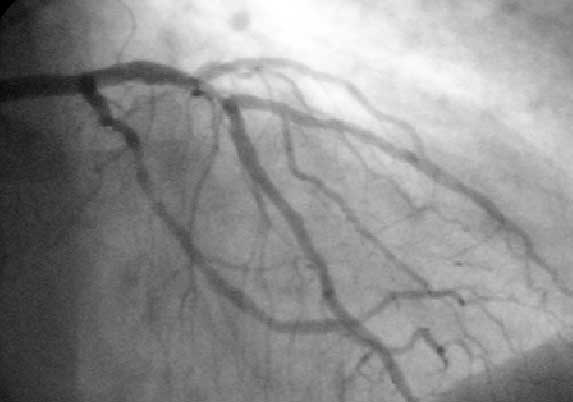
Angiogramma delle arterie coronarie (una radiografia con mezzo di contrasto radio-opaco) che mostra la circolazione coronaria di sinistra.

L'angioplastica coronarica (nota in inglese con l'acronimo PTCA - percutaneous transluminal coronary angioplasty o PCI - percutaneous coronary intervention), praticata per la prima volta nel 1977 dal tedesco Grüntzig , è oggi una metodica di corrente utilizzo per la terapia dell'aterosclerosi coronarica.

### Angioplastica dell'arteria renale
La stenosi dell'arteria renale, che può essere causa di ipertensione arteriosa e di insufficienza renale, può essere efficacemente trattata con l'angioplastica (in inglese percutaneous transluminal renal angioplasty - PTRA) .

### Angioplastica delle carotidi
L'angioplastica carotidea, praticata per la prima volta nel 1979 dal tedesco Mathias , si è lentamente affermata come una valida alternativa all'intervento chirurgico di endoarteriectomia nei pazienti affetti da gravi stenosi delle carotidi.

Dalle indicazioni inizialmente assai restrittive, legate al rischio di complicanze periprocedurali dovute alla migrazione distale di frammenti di trombo, responsabili dell'insorgenza di TIA o ictus, si è passati ad un'applicazione più estensiva della metodica, grazie soprattutto alla messa a punto della tecnica di stenting e all'utilizzo di sistemi di protezione cerebrale in grado di ridurre la incidenza di complicanze.